# قادة الإمبراطورية (رواية)
قادة الإمبراطورية (العنوان الفرنسي: Les Centurions) هي رواية كتبها الصحفي الفرنسي والجندي السابق جان لارتيجي تتبع كتيبة فرنسية محمولة جوًّا خلال حرب الهند الصينية الأولى، والحرب الجزائرية، وأزمة السويس؛ والمصاعب التي تعرضوا لها. نُشر هذا الكتاب في عام 1960 م، وترجم زان فيلدينج النص الأصلي الفرنسي إلى الإنجليزية. تضمنت الرواية أول استخدام لسيناريو ما يسمى "القنبلة الموقوتة". فازت بجائزة إيف ديلاكروا عام 1960.  وفي عام 1966، حُولا الرواية إلى فيلم سينمائي بعنوان القيادة المفقودة، بطولة أنتوني كوين.

## الشخصيات
- عائشة – امرأة جزائرية مسلمة تقع في حب دي غلاتيني.[4]
- جوليان بواسفيوراس، قبطان وجندي فرنسي صيني يتمتع بخبرة في الحرب غير التقليدية والسياسية. كان رأس حربة تطبيق التعذيب لإنهاء حملة القصف خلال معركة الجزائر.[4] وقد زُعم أنه كان مُصممًا بشكل فضفاض على غرار بول أوساريس ، وهو قائد في خدمة التوثيق الخارجي ومكافحة التجسس[الإنجليزية]،[5] على الرغم من أن لارتيجي نفسه ذكر أن بواسفيوراس كان خياليًا تمامًا.[6]
- ضياء، قبطان - من أصل كبيلي[الإنجليزية] من غينيا الفرنسية وعضو في السلك الطبي.
- فيليب إسكلافييه، كابتن - شخصية مركبة[الإنجليزية]، مستوحاة جزئيًا من حفيد موريس باريس الذي قاتل في الحرب الكورية وقُتل في تونس.[6]
- جاك دي غلاتيني، الرائد - ضابط سلاح الفرسان السابق من أصل نبيل تحول إلى جندي مظلي.[4] مستوحى من شخصية بيير فريسناي[الإنجليزية] في فيلم الوهم الكبير.[6]
- ليروي، ملازم
- محمودي، ملازم – ضابط جزائري مسلم ذو ولاءات منقسمة.[4]
- إيف مارينديل، ملازم
- ميرل، الملازم
- أورسيني، الكابتن
- بينيير، الكابتن
- بودين، الرائد
- بيير نويل راسبيجي، العقيد - ولد في منطقة الباسك، وترقى في الرتب حتى أصبح قائدًا لفوج المظلات العاشر. صُممت الشخصية على أساس العقيد مارسيل بيغارد.[6]

## الاستقبال
حققت الرواية نجاحًا كبيرًا في فرنسا في وقت كتابته، حيث بيعت منها أكثر من 420 ألف نسخة. وصفه خبير الهند الصينية برنارد فول بأنه "أحد أفضل الكتب مبيعًا في فرنسا منذ الحرب العالمية الثانية". في عام 1972، ذكرت المجلة الأمريكية المُراجعة الفرنسية أن لارتيجي "أصبح بين عشية وضحاها اسمًا مألوفًا" في فرنسا بعد نشر الكتاب، وأنه خلال الستينيات، كان أحد أكثر المؤلفين قراءة على نطاق واسع في البلاد. ومضى يقول إن لارتيجي، بدءًا من رواية قادة الإمبراطورية، كان مسؤولًا جزئيًا عن إحياء قراءة الروايات في فرنسا، حيث لم يقرأ 38% من البالغين كتابًا على الإطلاق في ذلك الوقت، وفقًا للإحصاءات الواردة من لو فيغارو.
ومع تزايد التدخل الأمريكي في حرب فيتنام، بدأ الضباط الأمريكيون وجنود القوات الخاصة في دراستها. وقد استعاد الكتاب شعبيته مع بداية الحرب العالمية على الإرهاب ومرحلة التمرد في حرب العراق. ومنذ ذلك الحين، استُشهد به وحُلل في كثير من الأحيان في الأعمال المتعلقة بمكافحة التمرد. ومن بين الأفراد الذين أشادوا علنًا بالرواية أو اقتبسوا منها في أعمالهم الخاصة:
- برنارد فال، مراسل حربي فرنسي[9]
- أليستير هورن[الإنجليزية]، مؤرخ بريطاني[10]
- روبرت د. كابلان، كاتب أمريكي[5]
- باري مكافري، قائد عسكري في الجيش الأمريكي[11]
- ستانلي ماكريستال، قائد عسكري في الجيش الأمريكي[12]
- رالف بيترز، مقدم وكاتب في الجيش الأمريكي[13]
- ديفيد بترايوس، قائد عسكري في الجيش الأمريكي[10]
- لويس سورلي[الإنجليزية]، مؤلف كتاب "حرب أفضل"[10]
- جيمس ستوكديل[الإنجليزية]، نائب أميرال البحرية الأمريكية وحائز على وسام الشرف[10]
- روجر ترنكييه[الإنجليزية]، عقيد في الجيش الفرنسي[14]
- أنتوني زيني، قائد عسكري في مشاة البحرية الأمريكية[5]
- مارك هيرتلينج[الإنجليزية]، قائد عسكري في الجيش الأمريكي[15]

## قراءة إضافية
- ما يحتاجه الجيش الفرنسي: أيديولوجية الرجل المقاتل ، هارفارد كريمسون ، 24 فبراير 1962.
- كومبس، إم إل دي رايزمز (2025). " تقييم رواية " القادة" لجان لارتيجي في ضوء الماضي والحاضر والمستقبل للحرب غير النظامية ". مجلة الدراسات الاستراتيجية